# Giovanni Marracci
Giovanni Marracci (Torcigliano di Camaiore, 1º ottobre 1637 – Lucca, 1704) è stato un pittore e disegnatore italiano del Seicento.

## Biografia

### Primi anni
Giovanni Marracci nasce a Torcigliano di Camaiore, nella Repubblica di Lucca il 1 ottobre 1637. Aveva quattro fratelli: Francesco, Lodovico e Antonio che seguirono la carriera ecclesiastica e il più giovane, Ippolito, che si dedicò alla pittura e divenne famoso grazie al suo ingegno nella Prospettiva. Marracci seguì insieme ai suoi fratelli le Scuole di grammatica e appena si ebbe certezza del suo talento per le belle arti venne mandato nella bottega dei Maestri più importanti in Patria, Paolo Biancucci e Pietro Paolini. All'età di quindici anni il giovane ebbe la possibilità di andare a Roma.

### La formazione a Roma (1652-1662)
Nel 1652, il Marracci inizia a frequentare la scuola di Pietro da Cortona (Pietro Berrettini) a Roma, grazie all'aiuto del cardinale Bonvisi e a suo nipote, l'abate Francesco, suoi compatrioti e futuri acquirenti. L'arte e la cultura in questo periodo vennero favoriti dal Papa Fabio Chigi, conosciuto come Alessandro VII, coincidendo con la piena maturazione artistica di pittori come Cortona e Bernini, molto legati al pontefice. Il Papa, essendo di origini toscane favorì gli artisti della sua stessa provenienza, come ad esempio Cortona. L'arrivo di Giovanni a Roma coincise con la fondazione da parte di Cortona di una scuola completamente nuova, della quale facevano parte artisti provenienti da ogni dove, indirizzati alla conoscenza di tecniche e formule idealizzate proprio dal maestro. Un luogo particolarmente importante per l'educazione artistica di Giovanni Marracci fu la Basilica di Sant'Andrea della Valle, che racchiude le tendenze del barocco e del classicismo.
La formazione pratica del giovane avveniva nello studio del maestro, con la pratica della pittura a olio e del disegno. La maturazione artistica di Giovanni venne accompagnata dalla presenza di Ciro Ferri, di tre anni più anziano, che col suo carattere mite non solo veniva apprezzato dal maestro, ma anche dagli altri pittori che avevano iniziato da poco il tirocinio. Una testimonianza sull'educazione dei giovani seguiti da Cortona viene data da Pascoli con la biografia di Lazzaro Baldi entrato nella bottega di Cortona un po' prima del Marracci. Il metodo consisteva nel far dipingere all allievo quadri di storia di piccole dimensioni, che poi il maestro portava a termine. Il risultato che andava a beneficio del maestro consisteva nel crearsi un alter ego e nel poter far fronte alle numerose committenze di natura meno impegnativa. Anche se i committenti sapevano che i dipinti erano realizzati da più pittori, non contava purché la firma fosse quella del maestro Cortona.
Questo modus operandi fa presupporre che il Marracci abbia lavorato su produzioni di piccolo formato dei maestri più anziani, destinate a commissioni poco impegnative. Durante la sua permanenza a Roma, dovette assistere ai lavori della galleria di palazzo Pamphili, degli affreschi di S. Maria in Vallicella e dei mosaici della basilica di S. Pietro realizzati da Cortona.
Nel 1662 Marracci lascia Roma, a causa della morte del padre, per occuparsi degli affari di famiglia. Ritornò in patria iniziando a lavorare per la prima volta autonomamente.

### Ritorno in patria
Marracci si inserì nella nuova scena lucchese come divulgatore del cortonismo, con una sfumatura del barocco lucchese. I suoi dipinti riproducevano il mondo ecclesiastico e laico, e tuttora sono presenti nelle chiese e nelle case delle famiglie nobili.
Anche se la data non è certa, si sposò con Maria Talini, da cui ebbe due figli che morirono in giovane età.
Morì nel 1704 a Lucca, forse anche per il risultato della Gloria di Sant'Ignazio: secondo la testimonianza del Bernardi riportato dal Cianelli, il Marracci si rese conto delle figure che le erano uscite più piccole di quanto aveva predisposto e questo lo fece deperire prima.

## Riconoscimenti
I dipinti del Marracci non riscuoteranno un gran successo negli studiosi, ma verranno presi in considerazione solo nel 1999, da Roberto Contini, che lo considerò anche come un disegnatore qualificato.
Nel 1998, il Comune di Camaiore realizzò una mostra dedicata al Marracci, percepita come seguito della mostra di Lucca nel 1994 nei Musei Nazionali. La mostra venne presentata nella scuderia dei Borbone, e iniziava con la rappresentazione dei quadri del pittore che per l'occasione furono restaurati dalla Sopraintendenza.

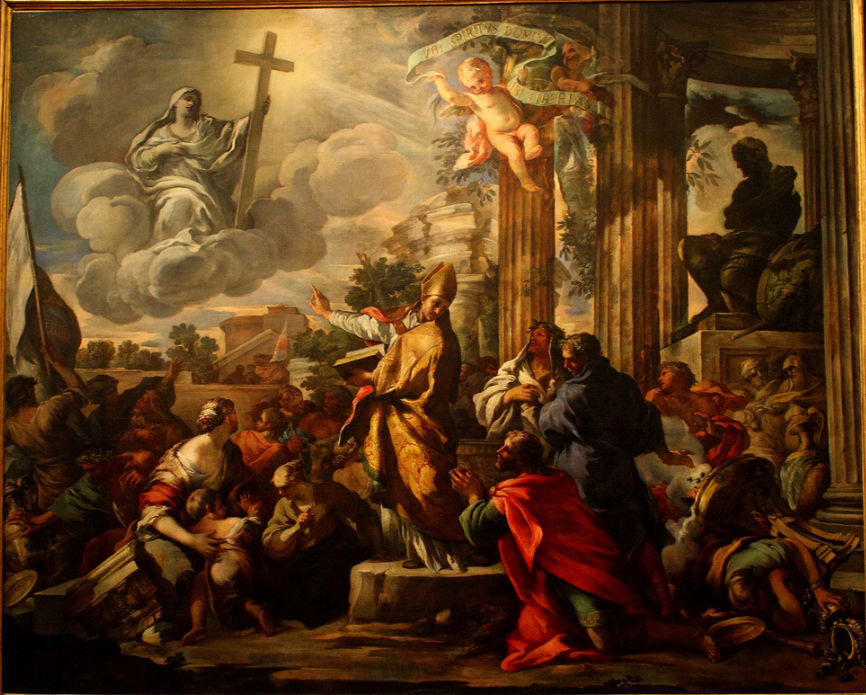
Predica di San Paolino vescovo in Lucca e distruzione degli idoli
Budapest, Szépmuvészeti Mùzeum

Nella mostra venne esibita l'opera La predicazione di San Paolino e la distruzione degli idoli, grazie al Szépmuvészeti Muzeum di Budapest. Il primo riferimento a questo quadro viene fatto da Cianelli nell'Ottocento, che lo considerava nella raccolta del Buonvisi, insieme al suo pendant il Martirio di San Paolino. Nel corso del tempo i due dipinti vennero separati, e solo la predicazione di San Paolino, si ritrovò in una collezione privata a Budapest, verso gli anni ottanta; fu comperato in seguito dal Szépmuvészeti Muzeum.

## Stile
Il Marracci si può considerare uno dei pittori più insigni del suo secolo. Caratteristiche molto apprezzate nelle sue opere sono la perfezione del disegno, l'ingegno dell'invenzione, la simmetria delle proporzioni, l'accordo dei colori e la correzione nei contorni, che non risultano mai sfarzosi o bizzarri, ma piacevoli alla visione dello scrutatore. Si è sempre dedicato al Sacro senza mai sfociare nel Profano. Dopo essere rientrato in patria, le sue opere sono dipinti su tela, pale d'altare, destinate al territorio lucchese, nel territorio di Seravezza.

## Opere

### Madonna col Bambino e i Santi Lorenzo, Stefano, Vincenzo e Romano
Proviene dall'oratorio di San Lorenzo a San Frediano.
È stata pubblicata nel 1984 ed è considerata la prima opera su tela dell'artista. Richiesta da Elisa Baciocchi nel 1807, è una testimonianza dell'espressione “cortonesca” puro in terra lucchese, sia dell'abilità di disegnatore del Marracci.

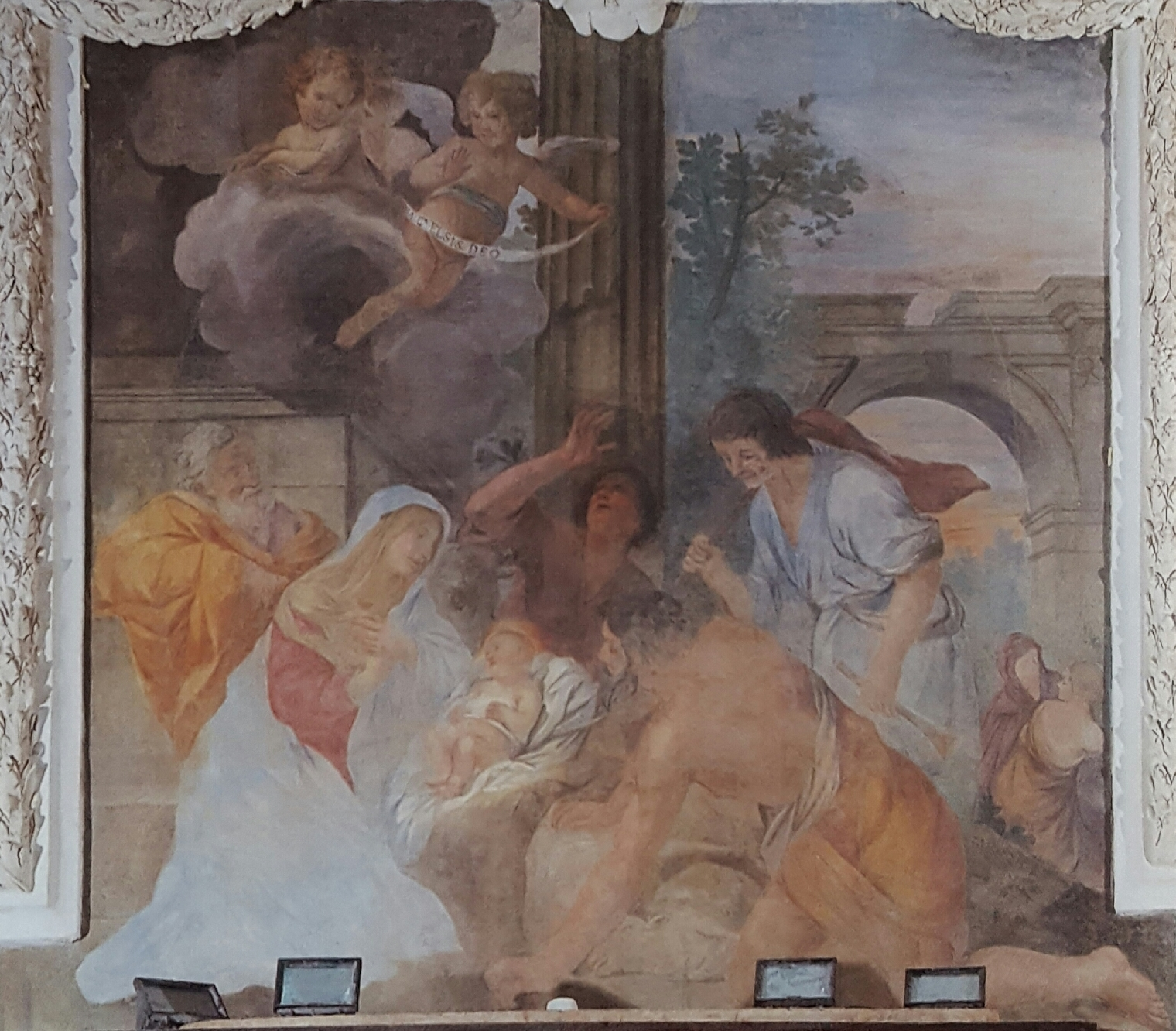
Adorazione dei Pastori, affresco. Lucca, Chiesa di San Giusto.

### Adorazione dei pastori
Questa è una delle prime opere eseguite da G. Marracci al suo rientro da Roma, nel 1662 secondo Cainelli. Il quadro dell'artista, viene in seguito incorniciato da una complessa decorazione in stucco eseguita da Giovanni Maria Padredio al seguito della restaurazione della chiesa avvenuto nel 1662.
Il quadro venne definito nel 1834 da Michele Rodolfi negli Scritti d'arte e d'antichità, "buono per l'effetto e l'impasto dei colori" e stilisticamente “un impasto fra il Domenechino e il Cortonese”. Notizie del dipinto si hanno anche all'inizio del Novecento grazie a Oreste Marracci che lo descrisse "troppo rovinato per giudicare i pregi tecnici dell'opera, corretto nel disegno e con toni caldi". Nonostante l'affresco non sia più riconoscibile ai giorni nostri, l'orientamento dell'opera appare più che mai cortonesco, rispetto a quanto citava Ridolfi. Fonti di ispirazione per la composizione dell'affresco possono essere le opere di Cortona nella Villa Sacchetti Chigi a Castelfuano e nell'adorazione dei pastori realizzata per San Salvatore in Lauro.

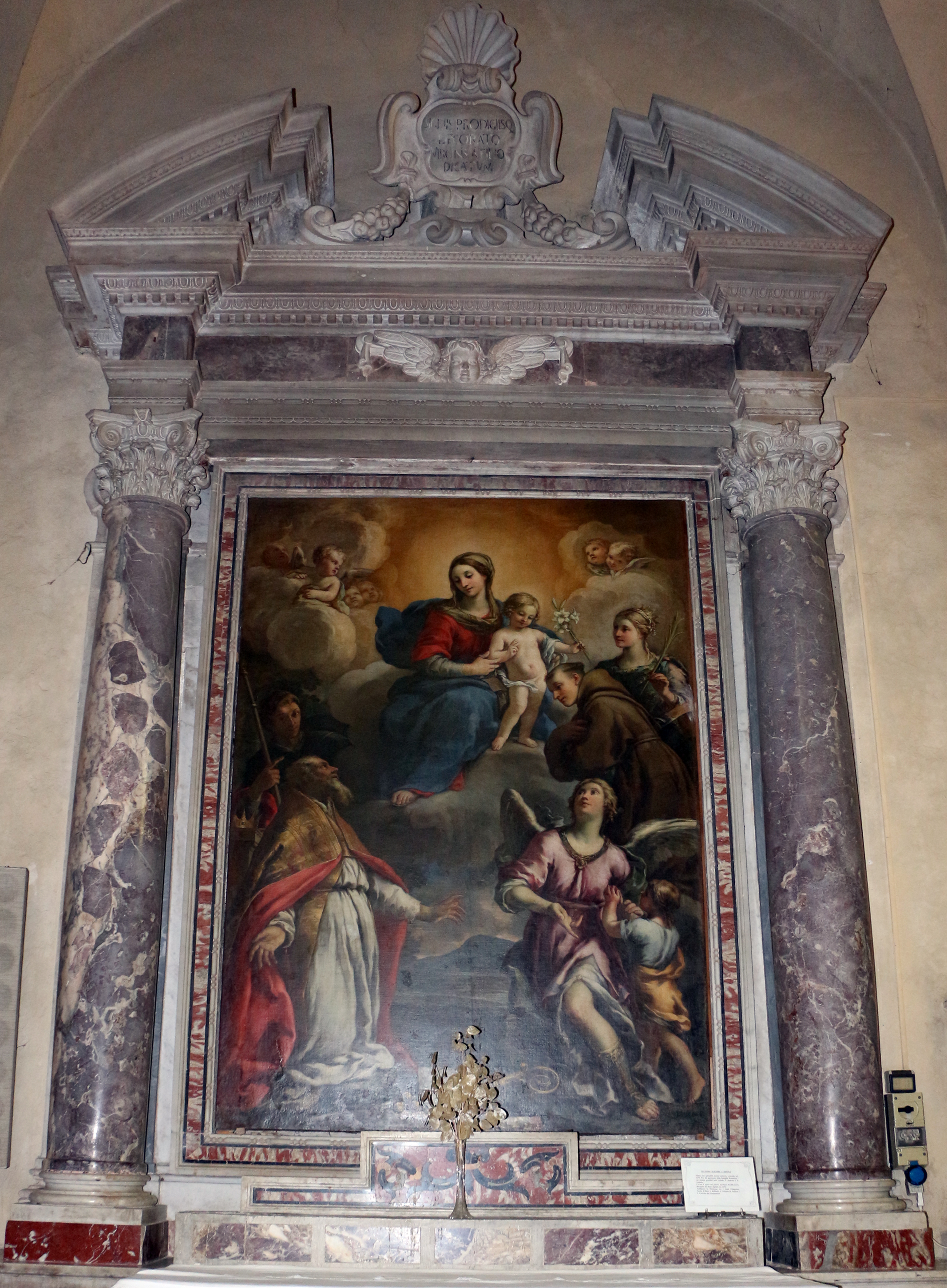
Madonna col Bambino e i Santi, tela. Seravezza, chiesa dei Santi Lorenzo e Barbara.

### Madonna col Bambino e i Santi
L'opera su tela Madonna col Bambino e i Santi Pellegrino, Nicola di Bari, Raffaele, Antonio da Padova e Caterina d'Alessandria è la più antica del pittore, ritenuta tale grazie al fatto che era stata collocata nel secondo altare destro della famiglia Bonanimi nel 1670. Come nota Contini, lo stile del Marracci rispecchia quello del maestro da poco venuto a mancare, e sono pochi gli accenni dell'arte lucchese. Secondo lo studioso, vi è anche una nota autobiografica nello sguardo di Jacopo (estrema sinistra della tela) che grazie alla corona si può identificare in San Pellegrino, chiamato così perché rinunciò al trono paterno per dedicarsi al pellegrinaggio in oriente e in Italia. La Madonna e il Bambino sembrano riprendere la produzione del Maratta, riproposta più tardi dal Pescaglia.

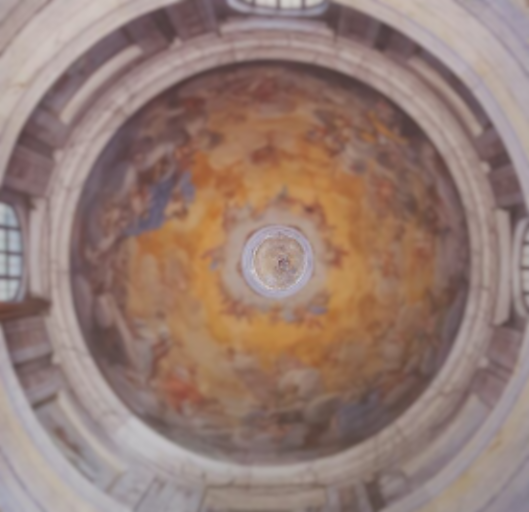
Gloria di Sant'Ignazio
Affresco
Lucca, Chiesa dei Santi Giovanni e Reparata, Cappella di Sant'Ignazio

### Gloria di Sant'Ignazio
Da quanto riportato nella biografia eseguita da Cianelli, quest'opera risulta essere l'ultima del Marracci. Nella cappella di Sant'Ignazio (Lucca), si può ammirare la cupola circondata da angeli musicanti e dalla rappresentazione delle Virtù teologali: la Fede, la Speranza, la Carità. Il dipinto venne eseguito insieme al fratello di Giovanni, Ippolito Marracci, anche se in base alle linee flessuose, l'ondulazione dei contorni e la stesura del colore, si riconosce principalmente il lavoro di Giovanni Marracci. L'insieme degli elementi, come gli angeli intorno alla lanterna della cupola, assomiglia molto al trionfo della Trinità illustrato dal Berrettini nella cupola della Chiesa Nuova a Roma. Nell'opera vi sono due fasce concentriche, una costituita dalle figure in primo piano con nuvole corpose, e l'altra dalla presenza degli angeli che circondano il lucernario. La parte intermedia risulta essere più sfumata per dare senso di profondità, ma l'effetto finale risulta essere solo troppo pesante allo scrutatore.

## Altri dipinti
- Sant'Ulbaldo libera gli ossessi e Martino V approva la riforma fregionaria
- Predicazione di San Paolino Vescovo in Lucca e la distruzione degli idoli
- Madonna col bambino e San Giovanni Battista
- Madonna col bambino e i Santi Leonardo e Marco
- Madonna col Bambino e i Santi Agata, Carlo Borromeo e Rocco
- La processione dei Bianchi
- Crocifissione tra i Santi Bartolomeo e Maria Maddalena
- Apparizione di Gesù e Sant'Elisabetta d'Ungheria
- Madonna col Bambino e i Santi Paolino, Lucia, Filippo Neri, Antonio Abate, Antonio da Padova e Elisabetta d'Ungheria
- Santi in adorazione dell'eucaristia
- San Nicola da Tolentino in estasi
- La Vergine intercede per le anime purganti
- Vergine dei Sette Dolori
- L'Arcangelo Michele coi Santi Liborio e Agostino
- Gesù caccia i profanatori dal tempio